# 랑엔샤이트
랑엔샤이트 출판그룹(Die Langenscheidt Verlagsgruppe)은 1856년 독일에서 시작한 국제적 출판 기업으로서, 외국어 사전이 주요 품목이다. 지금은 지식, 여행 등으로 기반을 넓혔다.
랑엔샤이트는 1956년부터, 노란 바탕에 파란색 대문자 "L"로 이루어진 상표로 유명하다.